# Rene Krhin
Rene Krhin (* 21. Mai 1990 in Maribor) ist ein slowenischer ehemaliger Fußballspieler.

## Karriere

### Im Verein
Im Januar 2007 wechselte Rene Krhin vom NK Maribor zu Inter Mailand, im Gegenzug ging Abdoulaye Diarra von Inter nach Maribor. Im Jahr 2008 gewann er unter Trainer Vincenzo Esposito das Turnier von Viareggio. Im Sommer 2009 wurde Krhin, gemeinsam mit Belec, Obi und Destro von Trainer José Mourinho in die A-Mannschaft von Inter berufen. Er debütierte in der Serie A am 13. September 2009 beim 2:0-Heimsieg gegen den FC Parma, bei dem er in der 78. Minute für Wesley Sneijder ausgewechselt wurde. Im Juli 2010 schloss er sich dem FC Bologna an, die ihn in einer Co-Eignerschaft erwarben, Inter Mailand besitzt weiterhin 50 Prozent seiner Transferrechte.
Seit Januar 2015 spielt Krhin auf Leihbasis beim FC Córdoba.
Zur Saison 2015/16 wurde er vom FC Granada verpflichtet. Sein erstes Spiel für seinen neuen Verein machte Krhin am 30. August 2015 beim 2:1-Erfolg gegen den FC Getafe. Seit 2017 spielt er für den FC Nantes. Nachdem Juli 2020 sein Vertrag ausgelaufen war und er sieben Monate ohne Verein war, unterschrieb er im Februar 2021 einen Vertrag mit Laufzeit bis zum Ende der Saison beim CD Castellón. Zur Saison 2021/22 wechselte er zum australischen Erstligisten Western United, wo er nach einer Saison seine Laufbahn beendete.

### In der Nationalmannschaft
Rene Krhin ist Stammspieler der slowenischen U-19-Nationalmannschaft und nahm an der U-19-Europameisterschaft 2009 in der Ukraine teil, bei der er mit seiner Mannschaft bereits in der Gruppenrunde ausschied.
Am 5. September 2009 debütierte er unter Matjaž Kek beim 1:2 im Freundschaftsspiel gegen England im Londoner Wembley-Stadion in der slowenischen A-Nationalmannschaft.

## Erfolge/Titel
- Torneo di Viareggio: 2008
- Italienischer Meister: 2010
- italienischer Pokalsieger: 2010
- UEFA-Champions-League-Sieger: 2010